# Condado de Sangamon
El condado de Sangamon es un condado estadounidense, situado en el estado de Illinois. Según el censo de los Estados Unidos del 2010, la población es de 197,465 habitantes. La capital del condado es Springfield.

## Geografía
Según la Oficina del Censo de los Estados Unidos, el condado tiene un área total de 2270 km² (877 millas²). De estas 2250 km² (868 mi²) son de tierra y 23 km² (9 mi²) son de agua.

### Colindancias
- Condado de Menard - norte
- Condado de Logan - norte
- Condado de Macon - este
- Condado de Christian - sureste
- Condado de Montgomery - sur
- Condado de Macoupin - sur
- Condado de Morgan - oeste
- Condado de Cass - oeste

## Historia
El Condado de Sangamon se separó de los condados de Madison y Bond en 1821, su nombre  lo toma del río Sangamon, el cual fluye a través del condado.   

## Demografía
Según el censo del año 2010, hay 197.465 personas, 82.986 hogares y 51.376 familias que residen en el condado. La densidad de población es de 87.8/ hab/km². La composición racial tiene:
- 83.6% Blancos
- 1,8% Hispanos
- 11.8% Negros o afroamericanos
- 0.5% Otras razas
- 1.6% Asiáticos
- 0.2% Nativos Americanos
- 2.2% Dos o más razas

Hay 82.986 hogares, de los cuales el 30,4% tienen menores de 18 años viviendo con ellos, el 44.4% son parejas casadas viviendo juntas, el 13,2% son mujeres que forman una familia monoparental (sin cónyuge) y 31,8% son hogares individuales. El tamaño promedio de una familia es de 2.94 miembros.
Según el censo del año 2000, en el condado el 25% de la población tiene menos de 18 años, el 8.10% tiene de 18 a 24 años, el 29.70% tiene de 25 a 44, el 23.70% de 45 a 64, y el 13.50% son mayores de 65 años. La edad media es de 37 años. Por cada 100 mujeres hay 91.4 hombres. Por cada 100 mujeres mayores de 18 años hay 87.3 hombres.
Tabla de la evolución demográfica:
|       | 1900   | 1910   | 1920    | 1930    | 1940    | 1950    | 1960    | 1970    | 1980    | 1990    | 2000    | 2010    |
| ----- | ------ | ------ | ------- | ------- | ------- | ------- | ------- | ------- | ------- | ------- | ------- | ------- |
| TOTAL | 71 593 | 91 024 | 100 262 | 111 733 | 117 912 | 131 484 | 146 539 | 161 335 | 176 089 | 178 386 | 188 951 | 197 465 |

## Economía
De acuerdo con el censo de 2010, los ingresos medios de un hogar en el condado son de $ 52.232 y el ingreso medio familiar es $ 66.917 Los hombres tienen ingresos medios por $ 48.324 mientras que las mujeres tienen ingresos medios por $ 36.691. El ingreso per cápita del condado es de $ 28.394. El 13,4 % de la población y el 9,9 % de las familias están debajo de la línea de pobreza. Del total de gente en esta situación, 19,7 % tienen menos de 18 y el 7.3% tienen 65 años o más.

## Ciudades y pueblos
| - Auburn - Berlin - Buffalo - Cantrall - Chatham | - Clear Lake - Dawson - Divernon - Grandview - Illiopolis | - Jerome - Leland Grove - Loami - Mechanicsburg - New Berlin | - Pawnee - Pleasant Plains - Riverton - Rochester - Sherman | - Southern View - Spaulding - Springfield - Thayer - Williamsville |

### Lugares designados por el censo
| - Andrew - Archer - Barclay - Bates - Bissell | - Bolivia - Bradfordton - Breckenridge - Cimic - Curran | - Devereux - Farmingdale - Glenarm - Ildes Park Place - Lowder | - New City - Old Berlin - Riddle Hill - Roby - Salisbury | - Sicily - Toronto |